# Vysoký Újezd - kostel
Vysoký Újezd - kostel este o arie protejată (arie specială de conservare — SAC, sit de importanță comunitară — SCI) din Republica Cehă întinsă pe o suprafață de 0,05 ha, integral pe uscat.

## Localizare
Centrul sitului Vysoký Újezd - kostel este situat la coordonatele 49°48′47″N 14°28′28″E / 49.813056°N 14.474444°E.

## Înființare
Situl Vysoký Újezd - kostel a fost declarat sit de importanță comunitară în aprilie 2005 pentru a proteja 1 specie de animale. Situl a fost protejat și ca arie specială de conservare în august 2013.

## Biodiversitate
Situată în ecoregiunea continentală, aria protejată nu include niciun habitat protejat.
La baza desemnării sitului se află o specie protejată de  mamifere: liliac comun (Myotis myotis).